# China Keitetsi
 (février 2017).
China Keitetsi (née en 1976) est une militante ougandaise connue à l'échelle internationale pour son engagement contre le sort fait aux enfants soldats. Les mémoires de Keitetsi, une ancienne enfant soldat elle-même, ont été traduites en français, allemand, japonais, chinois et beaucoup d´autres langues.

## Biographie
China Keitetsi naît en 1976 à l´ouest de l´Ouganda. Sans mère, elle vit ses premières années avec son père et sa nouvelle conjointe.
À l´âge de neuf ans, en 1984, China s'enfuit avec sa sœur pour retrouver sa mère. Elle tombe dans les mains de l'armée nationale de la résistance.
Le 26 janvier 1986, Kampala tombe. Yoweri Museveni est proclamé nouveau président, mais la guerre civile ne cesse pas. Plusieurs groupes armés s'opposent au nouveau gouvernement. China, comme beaucoup d´autres enfants recrutés par la NRA (National Resistance Army) pour combattre le gouvernement Obote, reste dans les rangs de l'armée du nouveau gouvernement, la UPDF (the Ugandan People´s defence Forces).
De 1986 à 1995, malgré quelques courts retours à la vie civile, China Keitetsi passe la plupart de son temps dans la nouvelle armée du gouvernement. Elle perd beaucoup d'amis en combat. Comme beaucoup d´autres femmes elle est violée plusieurs fois par les officiers supérieurs.
En 1995, après avoir servi dix années dans l´armée de Museveni, China s'échappe. Elle s'enfuit avec un ami vers l'Afrique du Sud où elle demande le statut de réfugiée. Quatre ans plus tard, China s'inquiète encore pour sa sécurité et demande de l'aide au service des affaires intérieures. C'est le HCR (Haut Commissariat des Nations unies pour les réfugiés) qui prend l'affaire en mains et qui lui offre l´occasion de s'installer au Danemark.
China Keitesi habite de nos jours au Danemark et a publié ses mémoires sous le titre Child Soldier: Fighting for my life. Elle est devenue une porte-parole internationale qui lutte contre les malheurs des enfants-soldats dans le monde entier.

## Mémoires
Le livre de China a été publié d'abord au Danemark et en Hollande, puis en 2002 en Afrique du Sud et en 2003 en Allemagne, Autriche et Suisse. De nos jours son livre est aussi diffusé en Angleterre, France, Espagne, République Tchèque, Japon et en Chine.
- La petite fille à la kalachnikov : Ma vie d'enfant-soldat, Éditions Complexe, 2004[4],[5].

## Sources
1. ↑  « La petite fille à la Kalachnikov – Ma vie d’enfant soldat | Grip », sur www.grip.org (consulté le 27 décembre 2019)
2. ↑  « Enfants soldats », sur Vision (consulté le 27 décembre 2019)
3. ↑  « 12 Février : Journée mondiale des enfants soldats - MONDE SOLIDAIRE LA FLECHE », sur www.mondesolidaire72.fr (consulté le 27 décembre 2019)
4. ↑  Jean-Christophe Servant, « La Petite Fille à la Kalachnikov. Ma vie d'enfant-soldat. », sur Le Monde diplomatique, 1er mai 2005 (consulté le 27 décembre 2019)
5. ↑  Keitetsi, China. et UNICEF. (trad. du danois), La petite fille à la Kalachnikov : ma vie d'enfant soldat, Bruxelles/Paris/Bruxelles, GRIP, 2004, 265 p. (ISBN 2-8048-0009-1 et 978-2-8048-0009-3, OCLC 319826401, lire en ligne)